# James Cockshutt
James William Cockshutt (1872 – 13 tháng 4 năm 1938) là một cầu thủ bóng đá người Anh thi đấu ở vị trí tiền đạo.